# Kleine rivierarend
De kleine rivierarend (Icthyophaga humilis synoniem:Haliaeetus humilis) is een vogel uit de familie havikachtigen (Accipitridae). De vogel werd in 1835 op Sumatra verzameld en in een Nederlandstalig tijdschrift, uitgegeven in 1845, geldig beschreven door Salomon Müller en Hermann Schlegel. Het is een voornamelijk vis etende soort die voorkomt langs rivieren in tropisch Azië.

## Kenmerken
De kleine rivierarend is 60 cm lang en heeft een grijze kop en borst die geleidelijk overgaat in een witte buik. De kleine rivierarend is gemiddeld 10 cm kleiner dan de grote rivierarend. De kleine rivierarend heeft een donkere staart met een zwarte eindrand. Ook de grote rivierarend heeft een staart met een zwarte rand maar deze is verder wit.

## Verspreiding en leefgebied
De kleine rivierarend komt voor in een groot gebied van het Himalayagebied tot het schiereiland Malakka, op Sumatra, op Borneo en op Sulawesi. Het leefgebied bestaat uit tropisch laaglandbos langs rivieren, draslanden meestal onder de 1000 m boven de zeespiegel, in sommige streken tot 2400 m.
De soort telt twee ondersoorten:
- I. h. plumbeus: van de Himalaya tot zuidelijk China en noordelijk Indochina.
- I. h. humilis: Malakka, Borneo, Sumatra en Celebes.

## Status
Het leefgebied van de kleine rivierarend wordt bedreigd door ontbossingen langs rivieren, drooglegging, overbevissing en verstoring. De grootte van de populatie wordt geschat op 15 tot 75 duizend individuen en dit aantal gaat achteruit. Om deze redenen staat de kleine rivierarend als gevoelig op de Rode Lijst van de IUCN.

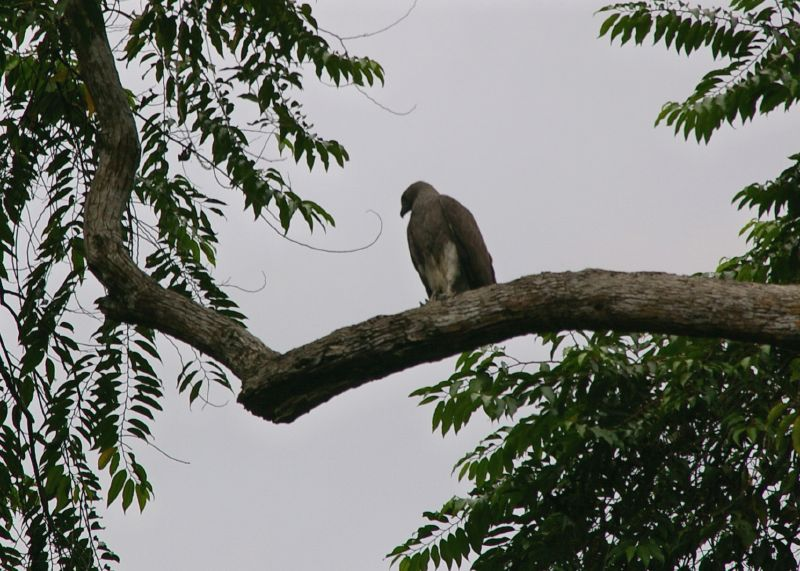
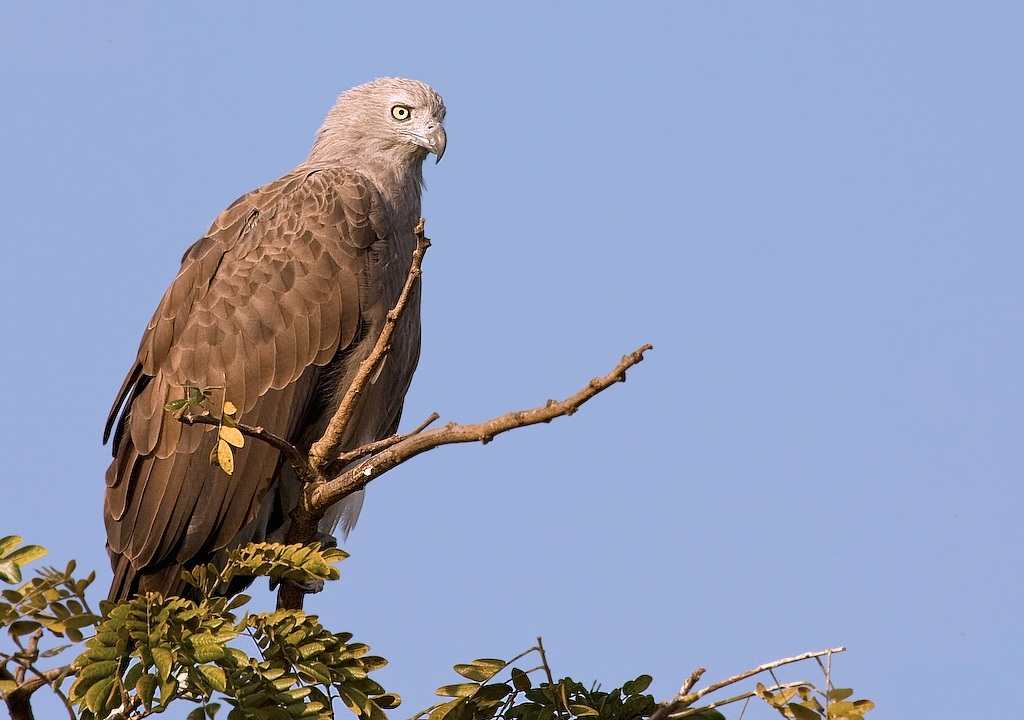